# Klaus Butzenberger
Klaus Butzenberger (* 18. Mai 1964 in Vilshofen) ist ein deutscher Indologe und Hochschullehrer.

## Leben und Wirken
Klaus Butzenberger studierte nach seiner Reifeprüfung (1984) vom Wintersemester 1984/85 an Indologie, Tibetologie, Philosophie, Logik und Wissenschaftstheorie an der Ludwig-Maximilians-Universität München. Im Jahre 1987 legte er dort die Magisterprüfung ab und promovierte 1989 bei dem Indologen und Tibetologen Friedrich Wilhelm, gefördert durch ein Promotionsstipendium der Studienstiftung des Deutschen Volkes. Von 1990 bis 1992 versah er einen Lehrauftrag am Seminar für Philosophie, Logik und Wissenschaftstheorie der Universität München. Von 1990 bis 1995 war er wissenschaftlicher Mitarbeiter am Institut für Indische Philologie und Kunstgeschichte der Freien Universität Berlin. Dort habilitierte er sich 1993 und lehrte bis 1999 als Privatdozent an dieser Universität. In den Jahren von 1995 bis 1999 hatte er außerdem einen Lehrauftrag am Seminar für Zentralasienkunde/Tibetologie der Humboldt-Universität Berlin. 1999 wurde er als ordentlicher Professor für Indologie und Vergleichende Religionswissenschaft und Nachfolger von Heinrich von Stietencron an die Eberhard-Karls-Universität Tübingen berufen. Dort lehrte er bis 2017.
Schwerpunkte seiner wissenschaftlichen Arbeit sind die indische Philosophie, insbesondere der Buddhismus und Jainismus, die vedische Religion sowie die indische und tibetische Grammatik. Außerdem ist er Mitherausgeber der Zeitschrift „Saeculum. Jahrbuch für Universalgeschichte“.

## Schriften
- Beiträge zum Problem der personalen Identität in der indischen Philosophie. Die jinistischen Beweise für die Existenz eines jīva im Viśeṣāvaśyakabhāṣya. Dissertation Universität München 1989.
- (mit Mariana Fedorovna): Wechselbeziehungen zwischen Buddhismus und klassischer indischer Medizin. In: Sudhoffs Archiv, Bd. 73 (1989), S. 88–109.
- Einige Aspekte zur catuskoti unter besonderer Berücksichtigung Nagarjunas. In: Synthesis Philosophica, Bd. 10 (1990), S. 567–580.
- Some general remarks on negation and paradox in chinese logic. In: Journal of Chinese philosophy, Bd. 20 (1993), S. 313–347.
- Der Zweifel (saº¸aya, sandeha) in der indischen Philosophie. In: Berliner Indologische Studien, Bd. 7 (1993), S. 59–77.
- Pånini’s sutra.s on karma-kåraka (Astådhyåyï 1,4,49-51). In: Berliner Indologische Studien, Bd. 8 (1995), S. 9–62.
- Ancient Indian conceptions on man's destiny after death. The beginnings of the early doctrine of transmigration. Teil I. In: Berliner Indologische Studien, Bd. 9/10 (1996), S. 55–118, Teil II in: Bd. 11/12 (1998), S. 1–84.
- On doubting what there is not. The doctrine of doubt and the reference of terms in Indian grammar, logic, and philosophy of language. In: Journal of Indian philosophy, Bd. 24 (1996), S. 363–406.
- Was sind kāraka-s? Notizen zu einer Rekonstruktion der kāraka-Theorie. In: Christine Chojnacki (Hrsg.): Vividharatnakarandaka. Festschrift für Adelheid Mette. Indica-et-Tibetica-Verl., Swisttal-Odendorf 2000, S. 117–138, ISBN 3-923776-37-3.
- Identitätskonzeptionen in Indien. In: Klaus-Peter Köpping (Hrsg.): Die autonome Person – eine europäische Erfindung? Fink, München 2002, S. 29–44, ISBN 3-7705-3724-6.
- Einleitung: Indienforschung im Zeitenwandel. In: Heidrun Brückner (Hrsg.): Indienforschung im Zeitenwandel. Analysen und Dokumente zur Indologie und Religionswissenschaft in Tübingen. Attempto-Verlag, Tübingen 2003, S. 1–23, ISBN 3-89308-345-6.
- Helmuth von Glasenapps Beiträge zur Jinismus-Forschung. In: Ebd., S. 227–250.
- Subjekt, Objekt und Prozeß im Yoga. In: Berliner Indologische Studien, Bd. 15–17 (2003), S. 99–132.
- Raimon Panikkars Buddhismusrezeption. In: Bernhard Nitsche (Hrsg.): Gottesdenken in interreligiöser Perspektive. Raimon Panikkars Trinitätstheologie in der Diskussion. Bonifatius Verlag, Frankfurt/M. 2005, S. 169–191, ISBN 3-87476-449-4.